# Miss Meadows
Miss Meadows (bra: A Justiceira; prt: Miss Meadows) é um filme de suspense estadunidense de 2014 escrito e dirigido por Karen Leigh Hopkins. O filme é estrelado por Katie Holmes, James Badge Dale, Callan Mulvey e Stephen Bishop. O filme foi lançado em 14 de novembro de 2014, pela Entertainment One Films.

## Elenco
- Katie Holmes como Miss Mary Meadows
  - Anna Moravcik como jovem Mary Meadows
- James Badge Dale como Sheriff
- Callan Mulvey como Skylar
- Stephen Bishop como Lt. Danny
- Tyler Corbet como Gordon
- Gregory Allen Smith como Willie
- Saidah Arrika Ekulona como Doutor
- Milly Hopkins como Sarah
- James Landry Hébert como Derek Weaver
- Ava Kolker como Heather
- Charlotte Labadie como Violet
- Elle Labadie como Rose
- Kate Linder como Trudy Navis
- Mary Kay Place como Mrs. Davenport
- Jean Smart como mãe de Meadows
- Aubree Stone como Maggie
- Harry Zinn como Ministro

## Produção
A filmagem principal e produção começou em 6 de agosto de 2013, em Cleveland, Ohio.

## Lançamento
O filme estreou no Festival de Cinema de Tribeca em 21 de abril de 2014. O filme foi lançado em 14 de novembro de 2014 pela Entertainment One Films.

## Recepção
Miss Meadows recebeu críticas negativas dos críticos. No Rotten Tomatoes, o filme tem uma classificação de 25%, com base em 20 críticas, com uma classificação média de 4,62/10. Em Metacritic , o filme tem uma classificação de 43 em 100, com base em 13 críticos, indicando "críticas mistas ou médias".